# Driant
|  | No s'ha de confondre amb Driant (fill de Licurg). |

D'acord amb la mitologia grega, Driant (en grec antic Δρύας, gen. Δρύαντος) va ser un heroi, fill d'Ares. Consta com a participant en la cacera del senglar de Calidó.
Potser se l'ha d'identificar amb un altre Driant també fill d'Ares que era germà de Tereu, rei de Tràcia. Quan Tereu, per un oracle, va saber que el seu fill Itis moriria per la mà d'algú proper a ell, va creure que Driant volia matar el seu nebot per quedar-se el tron. Tereu va matar Driant ràpidament per no donar-li temps d'acomplir les seves intencions. Però Driant era innocent i Itis va ser mort per Procne, la seva mare.